# Costunólido
(+)-Costunólido es una lactona sesquiterpeno de origen natural, aislado por primera vez en las raíces de Saussurea costus en 1960. También se encuentra en la lechuga.

## Síntesis
Se sintetiza a través de la vía del mevalonato, visto en la figura 1. La síntesis comienza con la ciclación del compuesto 1, el farnesil pirofosfato (FPP), que está mediada por un sesquiterpeno ciclasa, (+)-germacreno A sintasa, para formar el compuesto 2 , (+) -. catión germacrilo Dentro de esta misma enzima, un protón se pierde para formar 3, (+)-germacreno A. La cadena lateral de isoprenilo de (+)-germacreno A es entonces hidroxilazada por (+ ) -germacrene A hidroxilasa, que es un citocromo P450  enzima, para formar 4. NAD (P)+ dependiente de hidrogenasa (s) que a continuación oxida  4, germacra-1 (10),4,11 (13)-trien-12-ol, a través del intermedio 5, germacra-1(10),4,11(13)-trien-12-ol para formar el compuesto 6, ácido germacreno. La enzima citocromo P450 dependiente, la (+) - costunólido sintasa, que es un NADPH y O2 enzima dependiente, a continuación, se oxida el ácido germacreno para dar el alcohol intermedio, 7, que luego se cicla para formar la lactona 8, (+)-costunólido.
Figure 1. Biosynthesis of (+)-Costunolide.